# كرم كندي (قشلاق الجنوبي)
کرم کندي (بالفارسية: کرم کندی) هي مستوطنة تقع في إيران في قسم قشلاق الجنوبي الريفي. يقدر عدد سكانها بـ 78 نسمة .